# Андронік III Палеолог
Андронік III Палеолог (грец. Ἀνδρόνικος Γ' ὁ Νέος Παλαιολόγος; 25 березня 1297, Константинополь — 15 червня 1341, Константинополь) — імператор Візантійської імперії з 1328 по 1341 рік.

## Біографія
Андронік III Палеолог був сином Михайла IX Палеолога і вірменської принцеси Ріти. Виріс при дворі діда Андроніка II, який з неприязню ставився до юнацьких витівок спадкоємця, однак не міг нічого з тим зробити до 1320 року, коли його товариші помилково підстерегли біля будинку коханки і вбили молодшого сина Михайла IX і брата Андроніка III — Мануїла. У тому ж році помер і їхній батько. 1321 року вступив у конфлікт з Золотою Ордою 1323 року почав війну проти болгарського царя Михайла I Шишмана, захопивши Філіппополь. Також в тому ж році візантійське військо відбило напад Золотої Орди, зверхника Болгарії. 
Тоді імператор позбавив онука права на трон. Сталася міжусобиця. Андроніку вдалося залучити на свій бік шляхетних жителів столиці та впливового і заможного Іоанна Кантакузіна. Під їхнім тиском Андронік II був змушений у 1325 визнати онука співправителем, доручивши йому управління Фракією і Македонією.
У травні 1328 року Андронік змусив вже старого свого діда відректися від престолу і відправив його в монастир, ставши єдиновладним правителем Візантії. 1331 року візантійці зазнали поразки від ординців, а імператор визнав зверхність Золотої Орди та погодився сплачувати данину Узбек-хану. Втім вже у 1337 році відмовився платити данину, за що візантійські володіння до Геллеспонту протягом 50 діб зазнавали руйнувань від ординців. 1341 року Узбек-хан готував новий похід, але дипломатією вдалося його попередити.
Під час царювання Андроніка всіма справами керував Іоанн Кантакузин, який після його смерті став у 1347 році співправителем його сина Іоанна V Палеолога. Під керівництвом Кантакузина була проведена реформа судових установ та будівництво нового флоту, за допомогою якого вдалося відвоювати у генуезців острови Хіос, Лесбос і Фокіду в Центральній Греції. Помітно зріс вплив монастирів, причому в справах не тільки церковних, а й світських.
Першою дружиною Андроніка була Адельгейд-Ірина з Брауншвайгу-Ґрубенгаґену (1293—1324). Після її смерті він одружився з Анною Савойською, яка після його смерті була регенткою при восьмирічному Іоанні V Палеолозі.